# Sociologia criminal
A sociologia criminal é um ramo da sociologia que estuda a motivação e a perpetuação do crime na sociedade. A análise do crime pela sociologia vem desde os primórdios desta, com Émile Durkheim.

## História
Cesare Lombroso publicou em 1876 o "Homem Delinquente", obra muito discutida na época. Tendo sido psiquiatra do manicômio de Pádua, realizou exames com centenas de enfermos mentais e criminosos e catalogou informações que utilizaria para formular sua tese de que o comportamento criminoso é formado por uma tendência básica, que poderia ser identificada desde a infância do "criminoso". A verificação de características físicas nos indivíduos (formato do crânio, dos olhos, dos lábios, das mãos etc.) traria indícios suficientes para identificar o "criminoso", mesmo que ele ainda não tenha cometido crimes. Atualmente essa tese não é considerada válida.[carece de fontes?]

## Teorias Criminais Sociológicas
Conforme a sociologia criminal cresceu como área de estudo algumas teorias se formaram para explicar o fenômeno do crime:
- Teoria da Desorganização Social: A teoria desorganização social de Clifford Shaw e Henry MacKay (1942) prega que o crime é fruto da ruptura e má estruturação das unidades familiares, que controlariam o crime. A desorganização social designa uma perturbação da cultura existente por mudança social, evidenciada por falha dos controlos sociais tradicionais,confusões de papel, códigos morais conflitantes e confiança em declínio nas instituições[3];
- Teoria da Subcultura Delinquente: A teoria da subcultura delinquente idealizada por Albert Cohen (1955)[4] e desenvolvida por Wolfgang e Ferracuti (1967) [5]fala na existência de uma subcultura da violência, o que leva algumas sociedades a aceitar a violência como uma maneira normal de resolver conflitos sociais, sustenta que alguns grupos até valorizam a violência;

- Teoria da Anomia: A teoria da anomia foi desenvolvida por Robert King Merton (1938)[6], influenciada pela obra clássica de Emile Durkheim "O suicídio"[7], nela temos que o crime é um fenômeno normal e intrínseco da estrutura social, até um certo ponto, o crime é tido como necessário e útil para o equilíbrio social. A anomia é uma situação social onde falta coesão e ordem, especialmente no tocante a normas e valores. Se as normas são definidas de forma ambígua, por exemplo, ou são implementadas de maneira causal e arbitrária; se uma calamidade como a guerra subverte o padrão habitual da vida social e cria uma situação em que se torna obscuro quais normais têm aplicação; ou se um sistema é organizado de tal forma que promove o isolamento e a autonomia do indivíduo a ponto das pessoas se identificarem muito mais com seus próprios interesses do que com os do grupo ou da comunidade como um todo - o resultado poderá ser a anomia, ou falta de normas.